# Pascal Dupuis
Pascal Dupuis (* 7. April 1979 in Laval, Québec) ist ein ehemaliger kanadischer Eishockeyspieler, -trainer und -funktionär, der im Verlauf seiner aktiven Karriere zwischen 1996 und 2015 unter anderem 968 Spiele für die Minnesota Wild, New York Rangers, Atlanta Thrashers und Pittsburgh Penguins in der National Hockey League (NHL) auf der Position des linken Flügelstürmers bestritten hat. In Diensten der Pittsburgh Penguins gewann Dupuis in den Jahren 2009 und 2016 den Stanley Cup.

## Karriere

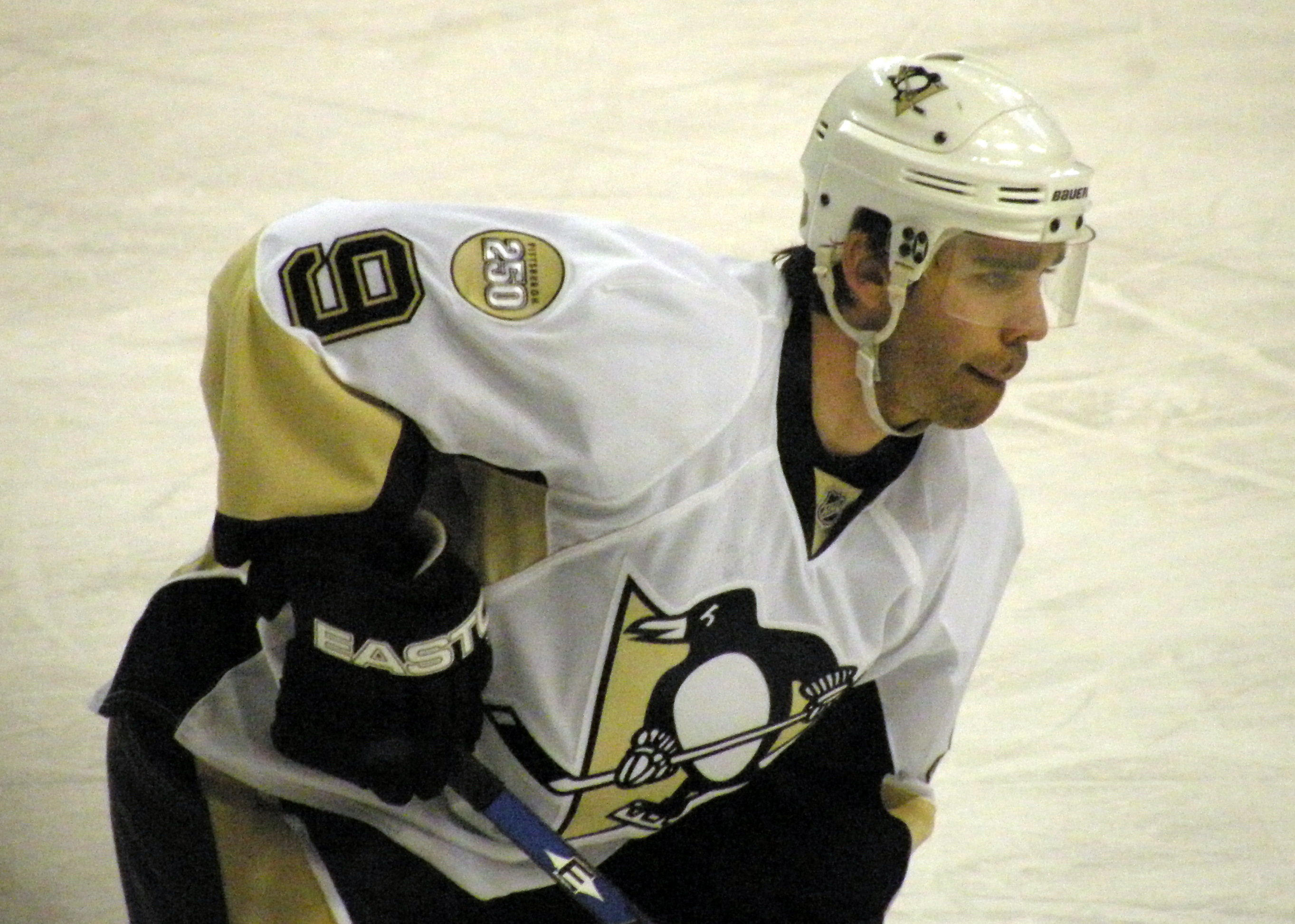
Dupuis im Trikot der Pittsburgh Penguins (2009)

Dupuis begann seine Profikarriere im Sommer 1996 bei den Huskies de Rouyn-Noranda in der kanadischen Juniorenliga Ligue de hockey junior majeur du Québec (LHJMQ). Während der Saison 1997/98 wechselte der linke Flügelstürmer zum Ligakonkurrenten Cataractes de Shawinigan. Im August 2000 wurde der Linksschütze schließlich ungedraftet von den Minnesota Wild aus der National Hockey League (NHL) verpflichtet. Die Wild setzten ihn zunächst bei ihrem Farmteam, den Cleveland Lumberjacks, in der International Hockey League (IHL) ein.
Ab der Saison 2001/02 gehörte Dupuis bei den Wild zum festen Stammpersonal. Auch nach dem Lockout in der Spielzeit 2004/05, den der Franko-Kanadier beim Schweizer Zweitligisten HC Ajoie verbrachte, blieb er zunächst in Minnesota. Nach 48 Spielen in der Saison 2006/07 transferierten die Wild den Angreifer schließlich im Tausch gegen Adam Hall zu den New York Rangers, die ihn nur wenige Tage später gemeinsam mit einem Drittrunden-Wahlrecht im NHL Entry Draft 2007 für Alex Bourret an die Atlanta Thrashers abgaben. Im Februar 2008 wechselte Dupuis schließlich gemeinsam mit Marián Hossa im Tausch für Colby Armstrong, Erik Christensen, Angelo Esposito und ein Erstrunden-Wahlrecht im NHL Entry Draft 2008 zu den Pittsburgh Penguins, mit denen er noch im selben Jahr das Finale um den Stanley Cup, erreichte. Dieses verloren die Penguins allerdings nach Spielen mit 2:4 gegen die Detroit Red Wings. Ein Jahr später wiederholte das Franchise den Finaleinzug und gewann die Finalserie gegen denselben Gegner nach Spielen mit 4:3.
Es folgten fünf weitere Spielzeiten in Pittsburgh, ehe bei Dupuis im November 2014 eine Lungenembolie diagnostiziert wurde. Aufgrund derer bestritt er in der Saison 2014/15 kein Spiel mehr. Mit Beginn der Spielzeit 2015/16 schien der Kanadier die Erkrankung überwunden zu haben und kam bis Dezember 2015 auf 18 Einsätze, ehe er zwei Tage nach seinem letzten Spiel überraschend sein Karriereende bekanntgab. Er und sein behandelnder Arzt begründeten diesen Schritt mit Hinblick auf seine langfristige Gesundheit, die bei weiterem Sport auf höchstem Niveau vermutlich in Mitleidenschaft gezogen werde würde. Am Ende der Saison 2015/16 gewannen die Penguins erneut den Stanley Cup und ließen auch Dupuis’ Namen auf der Trophäe eingravieren, obwohl er nur 18 Spiele in der regulären Saison absolviert hatte.
Im Anschluss an seine aktive Karriere wurde Dupuis im Sommer 2020 Teilhaber des LHJMQ-Franchises Cataractes de Shawinigan, für das er während seiner Juniorenkarriere selbst gespielt hatte. Parallel dazu fungierte der Kanadier in der Saison 2020/21 als Director of Hockey Operations. Zur folgenden Saison wechselte er für zwei Spieljahre als Assistenztrainer hinter die Bande der Cataractes. Am Ende der Spielzeit 2021/22 gewann Shawinigan erstmals in seiner Franchise-Geschichte die Coupe du Président.

## Erfolge und Auszeichnungen
- 2009 Stanley-Cup-Gewinn mit den Pittsburgh Penguins
- 2013 NHL Plus/Minus Award (nicht offiziell vergeben)
- 2016 Stanley-Cup-Gewinn mit den Pittsburgh Penguins

## Karrierestatistik
(Legende zur Spielerstatistik: Sp oder GP = absolvierte Spiele; T oder G = erzielte Tore; V oder A = erzielte Assists; Pkt oder Pts = erzielte Scorerpunkte; SM oder PIM = erhaltene Strafminuten; +/− = Plus/Minus-Bilanz; PP = erzielte Überzahltore; SH = erzielte Unterzahltore; GW = erzielte Siegtore; 1 Play-downs/Relegation; Kursiv: Statistik nicht vollständig)